# Héctor García Dornell
Héctor García Dornell es un pintor uruguayo contemporáneo radicado en la ciudad de Pando. Varios de sus murales fueron declarados de interés departamental por parte de la Intendencia Departamental de Canelones.

## Obras
Sus pinturas murales más destacadas son las:
- Pintura mural en pared de Expo-Feria de Pando
- Del Colegio Nuestra Señora del Huerto de Pando (Uruguay)
- Del Estadio Municipal de Pando (Uruguay)
- De la piscina del Centro Protección de Choferes.